# Process (Sampha)
Process è il primo album in studio del cantautore britannico Sampha, pubblicato nel 2017.
Il disco si è aggiudicato il Premio Mercury 2017.

## Tracce
Testi e musiche di Sampha Sisay, eccetto dove indicato.
1. Plastic 100 °C – 5:16
2. Blood on Me – 4:06
3. Kora Sings – 4:17
4. (No One Knows Me) Like the Piano – 3:38
5. Take Me Inside – 2:18
6. Reverse Faults – 4:13
7. Under – 4:41
8. Timmy's Prayer (Sisay, Kanye West) – 4:23
9. Incomplete Kisses – 3:53
10. What Shouldn't I Be? – 3:32